# Wallis Currie-Wood
Wallis Currie-Wood (née à Austin (Texas) le 12 décembre 1991) est une actrice américaine. Elle interprète Stéphanie "Stevie" McCord dans la série Madam Secretary de CBS.

## Carrière
Avant de rejoindre la Juilliard School, Wallis Currie-Wood avait débuté comme actrice à Austin, au Texas, où elle a également étudié le violon à l'Université du Texas et à l'Académie de musique de chambre d'Austin. Une fois à la Juilliard school, elle a joué dans des productions telles que la Nuit des rois, la Cerisaie, et Buried Child,. 
Après la Juilliard school, Currie-Wood a joué  dans la comédie Le Stagiaire (2015) avec Anne Hathaway et Robert De Niro.
Elle interprète Stéphanie "Stevie" McCord dans la série de CBS  Madam Secretary, depuis 2014,.

## Vie privée
D'après le critique Roger Friedman (6 octobre 2014), Wallis Currie-Wood aurait une liaison avec l'acteur britannique, et camarade de cours à la Juilliard School, Alex Sharp.